# Dendrelaphis caudolineolatus
Espèce
Synonymes
- Dendrophis caudolineolatus Günther, 1869
- Dendrophis gregorii Haly, 1888

Dendrelaphis caudolineolatus est une espèce de serpents de la famille des Colubridae.

## Répartition
Cette espèce est endémique du Sri Lanka. Selon Ruchira Somaweera les spécimens mentionnés en Inde se rapporteraient à une autre espèce.

## Description
Dendrelaphis caudolineolatus est un serpent arboricole diurne. Son dos est brun avec des reflets métalliques verts. Le spécimen décrit par Günther mesurait environ 60 cm.

## Publication originale
- Günther, 1869 : Report on two collections of Indian reptiles. Proceedings of the Zoological Society of London, vol. 1869, p. 500-507 (texte intégral).